# Вјетри ди Потенца
Вјетри ди Потенца (итал. Vietri di Potenza) је насеље у Италији у округу Потенца, региону Базиликата.
Према процени из 2011. у насељу је живело 1869 становника. Насеље се налази на надморској висини од 390 м.

## Становништво
| 1931. | 1936. | 1951. | 1961. | 1971. | 1981. | 1991. | 2001. | 2011. |
| ----- | ----- | ----- | ----- | ----- | ----- | ----- | ----- | ----- |
| 3.024 | 3.226 | 3.549 | 3.642 | 3.452 | 3.480 | 3.255 | 3.096 | 2.917 |